# تاکاهیرو آرای
تاکاهیرو آرای (انگلیسی: Takahiro Arai؛ زادهٔ ۳۰ ژانویهٔ ۱۹۷۷) بازیکن بیسبال اهل ژاپن بود.